# Trofeum Toma Richardsa
Troufeum Toma Richardsa jest przyznawane zwycięzcy serii meczów pomiędzy Australią a drużyną British and Irish Lions w meczach rugby union, trofeum jest przyznawane pod koniec każdej serii test meczów pomiędzy tymi zespołami, trofeum ustanowiono w 2001 roku. British and Irish Lions są drużyną złożoną z zawodników Anglii, Walii, Szkocji, Irlandii oraz Irlandii Północnej, która jest tworzona raz na cztery lata w celu odbycia tournée po jednym z krajów półkuli południowej. Nazwa trofeum wywodzi się od nazwiska jedynego zawodnika reprezentującego obie drużyny. Tom Richards jako Australijczyk podczas pobytu w Anglii grał w Bristolu przez co uzyskał prawo występu w drużynie Lwów. Z powodu plagi kontuzji w ekipie wyspiarzy podczas tournée po RPA w 1910 został powołany aby uzupełnić braki kadrowe.

## Wyniki
| Rok  | Data       | Stadion                           | Gospodarz | Wynik   | Gość                    | Zwycięzca meczu         | Zdobywca trofeum        |
| ---- | ---------- | --------------------------------- | --------- | ------- | ----------------------- | ----------------------- | ----------------------- |
| 2013 | 6 lipca    | Stadium Australia, Sydney         | Australia | 16 – 41 | British and Irish Lions | British and Irish Lions | British and Irish Lions |
| 2013 | 29 czerwca | Stadion Docklands, Melbourne      | Australia | 16 – 15 | British and Irish Lions | Australia               | British and Irish Lions |
| 2013 | 7 czerwca  | Lang Park, Brisbane               | Australia | 21 – 23 | British and Irish Lions | British and Irish Lions | British and Irish Lions |
| 2001 | 14 lipca   | Stadium Australia, Sydney         | Australia | 29 – 23 | British and Irish Lions | Australia               | Australia               |
| 2001 | 7 lipca    | Stadion Docklands, Melbourne      | Australia | 35 – 14 | British and Irish Lions | Australia               | Australia               |
| 2001 | 30 czerwca | Brisbane Cricket Ground, Brisbane | Australia | 13 – 29 | British and Irish Lions | British and Irish Lions | Australia               |